# Day One/Vivien
Day One/Vivien è un singolo del gruppo musicale statunitense Crosses, pubblicato il 28 ottobre 2022 come primo estratto dal quarto EP Permanent.Radiant.

## Descrizione
Day One si caratterizza per melodie ispirate alla musica latina, come sottolineato dal polistrumentista Shaun Lopez, che ha esplicitamente citato Rosalía come principale ispirazione. Lo stesso in un primo momento era restio a proporre il brano a Chino Moreno in quanto lo reputava banale, ma una volta che il cantante ha avuto modo di ascoltarlo ha espresso un apprezzamento tale al punto da volerlo come primo singolo per l'EP.
Vivien presenta invece sonorità più pesanti, intrecciando elementi nu metal ed elettropop, con un ritornello che la critica specializzata ha accostato a quello di ...Baby One More Time di Britney Spears.

## Video musicale
In concomitanza con il lancio del doppio singolo i Crosses hanno reso disponibile il video per Vivien, diretto da Lopez insieme a Lorenzo Diego Carrera.

## Tracce
Testi e musiche di Chino Moreno e Shaun Lopez.
10"
- Lato A

1. Day One – 3:40

- Lato B

1. Vivien – 3:53

Download digitale, streaming – Vivien
1. Vivien – 3:53

Download digitale, streaming – remix
1. Day One (Machinedrum Remix) – 3:24

## Formazione
Hanno partecipato alle registrazioni, secondo le note di copertina di Permanent.Radiant:
Gruppo
- Chino Moreno – voce, strumentazione, programmazione
- Shaun Lopez – strumentazione, programmazione

Produzione
- Shaun Lopez – produzione, ingegneria del suono
- Crosses – produzione
- Clint Gibbs – missaggio
- Eric Broyhill – mastering